# Днепр-Главный
Днепр-Главный (укр. Дніпро-Головний, до июня 2017 года — Днепропетровск (укр. Дніпропетровськ)) — пассажирская железнодорожная станция и центральный железнодорожный вокзал города Днепр. Станция расположена в центре города, на правом берегу реки Днепр.
Вокзал расположен по адресу: 49038, Украина, Днепр, Вокзальная площадь, 11.
Рядом с вокзалом расположена станция метро «Вокзальная».
Железнодорожная станция Днепр-Главный относится к Приднепровской железной дороге, пропускает свыше 70 пассажирских поездов в сутки.

## История
Станция открыта в 1884 году под названием Екатеринослав. Следует указать, что станция с таким названием существовала на левом берегу Днепра ещё с 1873 года.
Екатериносла́в — так называлась вначале станция Нижнеднепровск, относящаяся тогда к Лозово-Севастопольской железной дороге. Она была единственной, которая обслуживала губернский центр и поэтому получила от него своё название.
Когда была построена железнодорожная магистраль от станции Долинская до Екатеринослава, а на правом берегу были сооружены здание вокзала и служебные станционные постройки, то новая станция получила название Екатеринослав, а имевшая такое же название, была переименована в станцию Нижнеднепровск по месту своего расположения.
20 июля 1926 года постановлением Президиума ЦИК СССР город и станция Екатеринослав была переименованы в Днепропетровск.
Во время Великой Отечественной войны здание вокзала было разрушено, на его месте по проекту архитектора А. Н. Душкина в 1951 году возведено здание нового вокзала.

Вокзалы
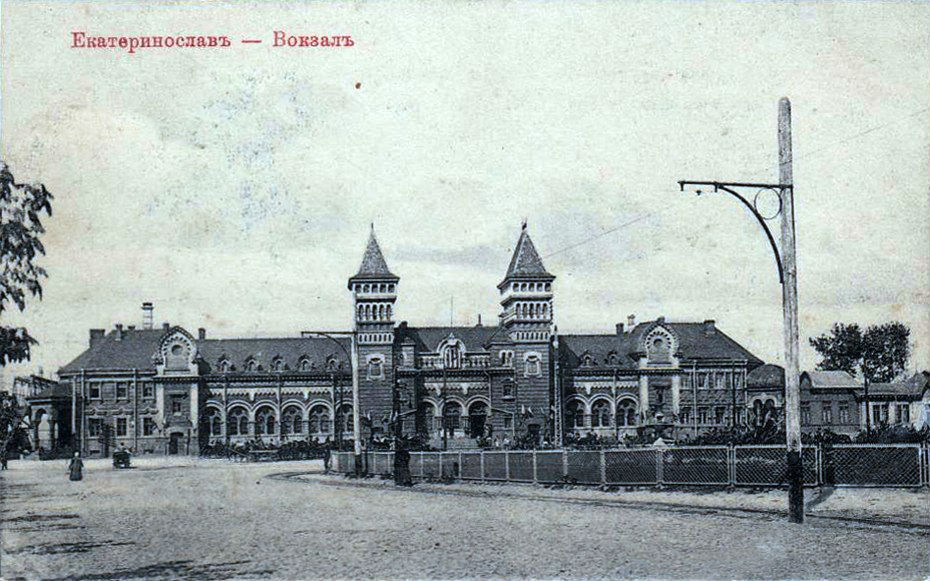
Екатеринославский вокзал в начале XX века
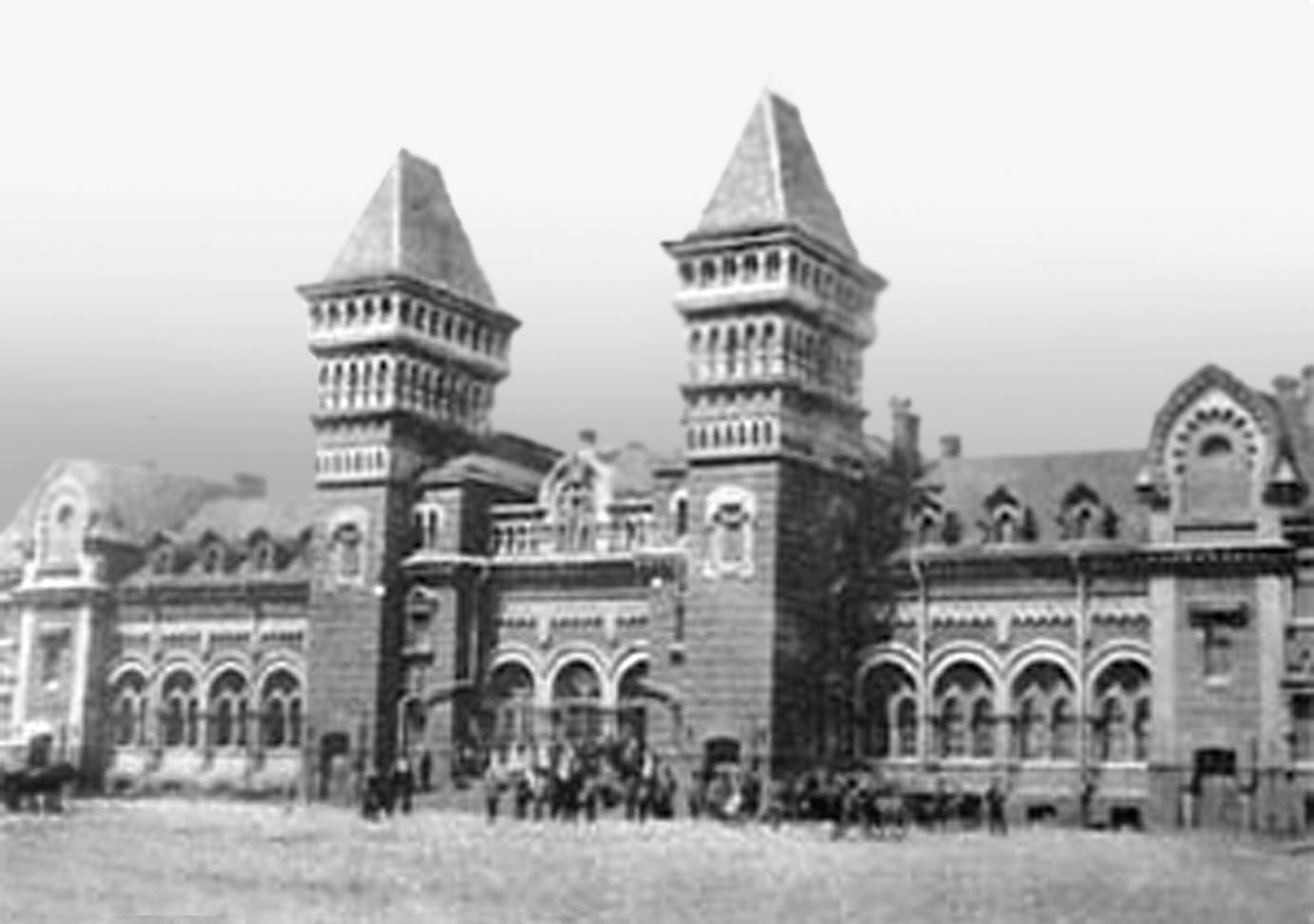
Екатеринославский вокзал в начале XX века
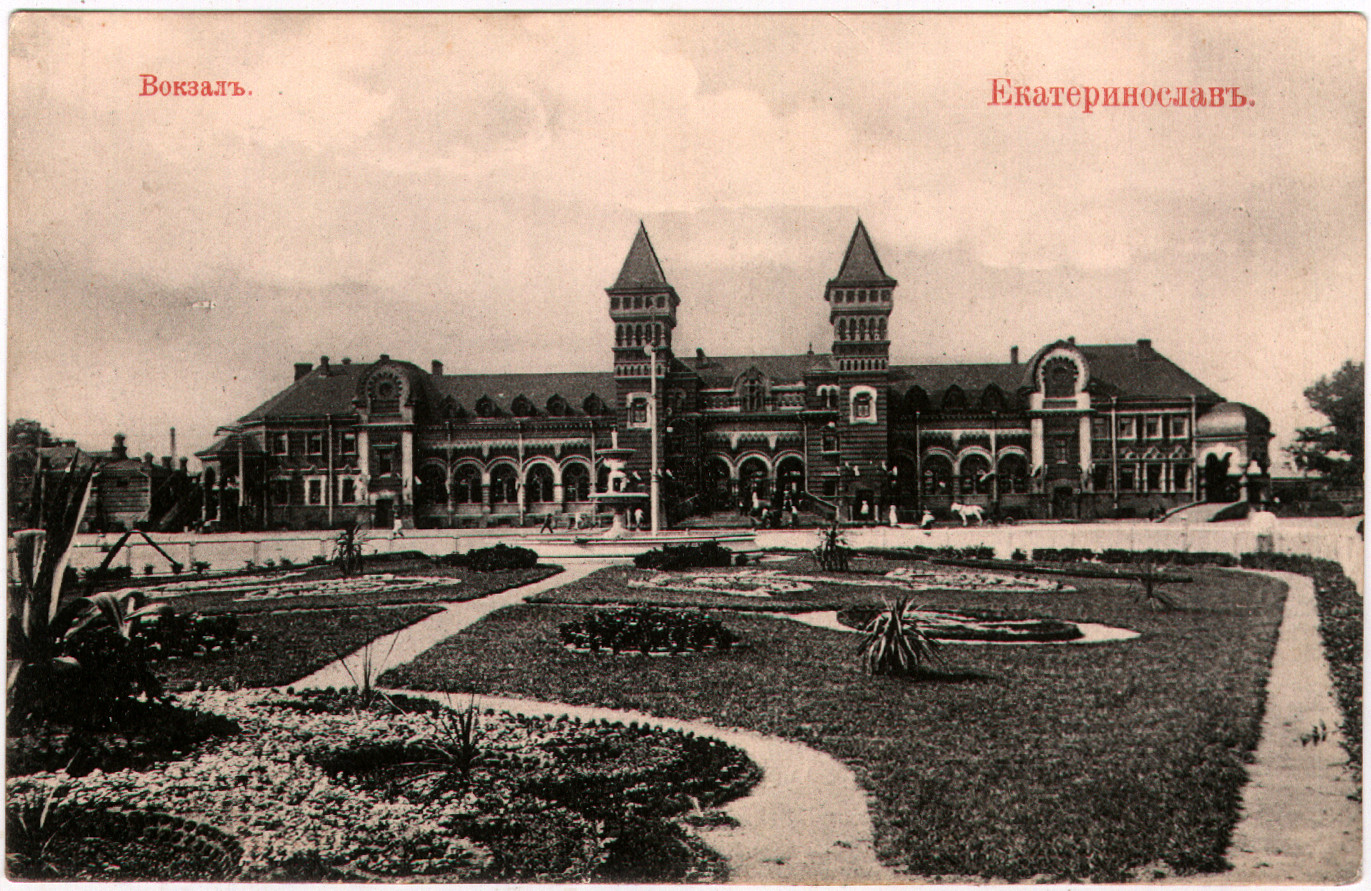
Екатеринославский вокзал в начале XX века

## Дальнее следование по станции
По состоянию на май 2022 года, станция  отправляет и принимает следующие поезда:
| № поезда         | Маршрут движения            | № поезда         | Маршрут движения            |
| ---------------- | --------------------------- | ---------------- | --------------------------- |
| 3                | Запорожье — Львов           | 4                | Львов — Запорожье           |
| 5                | Запорожье — Ивано-Франковск | 6                | Ивано-Франковск — Запорожье |
| 37               | Запорожье — Киев            | 38               | Киев — Запорожье            |
| 41               | Днепр — Львов               | 42               | Львов — Днепр               |
| 53 «Скифия»      | Днепр — Одесса              | 54 «Скифия»      | Одесса — Днепр              |
| 79 «Днипро»      | Днепр — Киев                | 80 «Днипро»      | Киев — Днепр                |
| 85               | Запорожье — Львов           | 86               | Львов — Запорожье           |
| 87               | Запорожье — Ковель          | 88               | Ковель — Запорожье          |
| 91               | Харьков — Одесса            | 92               | Одесса — Харьков            |
| 731 «Интерсити+» | Днепр — Киев                | 732 «Интерсити+» | Киев — Днепр                |

| - Современный вид станции - ЭПЛ2Т-029 у платформы - ЭКр1 «Тарпан» на станции - HRCS2, прибытие |